# Đại học Mỹ thuật Luân Đôn
Đại học Mỹ thuật Luân Đôn (tiếng Anh: University of the Arts London – UAL) là một hệ thống các trường đại học nằm ở Luân Đôn, Anh. Trường gồm 6 trường đại học, cao đẳng thành viên chuyên đào tạo các lĩnh vực nghệ thuật, thiết kế, thời trang, truyền thông và biểu diễn. Đại học Mỹ thuật Luân Đôn được thành lập vào năm 2003.

## Các trường thành viên
- Cao đẳng Mỹ thuật Camberwell (Camberwell College of Arts): chuyên đào tạo các khóa học Cử nhân Nghệ thuật trong hội họa, điêu khắc, nhiếp ảnh, đồ gốm và vẽ. Trường cũng cung cấp các khóa học sau đại học trong ngành bảo tồn nghệ thuật và trong phương tiện truyền thông mới như thiết kế đồ họa và thiết kế 3D.
- Cao đẳng Mỹ thuật và Thiết kế Trung Saint Martin (Central Saint Martins College of Art and Design) là trường lâu đời nhất trong số các trường chuyên ngành của Đại học Mỹ thuật Luân Đôn. Được thành lập năm 1854, hiện nay Trường Saint Martin là trường mỹ thuật và nghệ thuật thương mại lớn nhất Anh. Trường là nôi đào tạo của rất nhiều nghệ sĩ nổi tiếng của thời đại.
- Cao đẳng Mỹ thuật và Thiết kế Chelsea (Chelsea College of Art and Design) là trường học về thiết kế hàng đầu của Anh. Trường cung cấp các khóa học từ dự bị đại học cho đến Tiến sĩ về các ngành học mỹ thuật, thiết kế đồ họa, thiết kế nội thất, thiết kế không gian và thiết kế.
- Cao đẳng Truyền thông Luân Đôn (London College of Communication): chuyên về truyền thông và các khóa học thiết kế, như xuất bản, in và thiết kế đồ họa.
- Cao đẳng Thời trang Luân Đôn (London College of Fashion) là trường duy nhất tại Anh chuyên về giáo dục thời trang, nghiên cứu và tư vấn.
- Cao đẳng Mỹ thuật Wimbledon (Wimbledon College of Art) chuyên cung cấp các khóa học về Mỹ thuật Hội họa, điêu khắcvà biểu diễn nghệ thuật. Trường có hệ thống khu trưng bày, phòng thu và không gian triển lãm, hãng phim và nhà hát riêng.